# A mémgépezet
A mémgépezet Susan Blackmore 1999-es tudományos ismeretterjesztő könyve. Témáját tekintve a memetikával foglalkozik. A könyv első felében Blackmore a mém fogalmát próbálja meghatározni. A második részben pedig, olyan témákkal foglalkozik, mint a nyelv eredete, az emberi agy eredete, a szexuális jelenségek, az internet vagy az éntudat memetikai magyarázata.
A mém fogalmát először Richard Dawkins vezette be Az önző gén című könyvében, bár előtte is voltak hasonló vagy analóg fogalmak a tudományos világban.
A könyvben megvizsgálja a mémekkel kapcsolatos nehézségeket  (Mi a baj a mémekkel?), beleértve a mém definícióját és azt, hogy a mémet a génnel szemben, nem látjuk. A mémet egy egyetemes replikátornak látja, amire egy példa a gén, de a mém génnel szembeni különbségeire is rámutat. Az egyetemes replikátornak Blacmore szerint birtokolnia kell a következő három jellemvonást:
1. Pontos másolás.
2. Magas termékenység (sok másolat).
3. Hosszú élet.

Továbbá rámutat arra is, hogy szerinte még a mémek nem „találták meg” azt a módot, amivel olyan pontosan másolódhatnak, mint a gén a DNS-sel.
Blackmore kritikusan ír a vallásokról és még azt is feltételezi, hogy az emberi agy úgy alakult, hogy elfogadja a vallásokat és ezzel szemben csak az ember ösztönös az igazságkeresése áll szemben.
A szerző arra a következtetésre jut, hogy ha elfogadjuk a mémek létezését, akkor figyelembe kell vennünk a génekre gyakorolt hatásukat, tipikus példának tekinti az emberi agyat (A nagy agy), amelyet szerinte a mémek „hoztak létre” a terjedésük érdekében.

## Az éntudat
Az író szerint az „én” pusztán egy olyan mémkomplex, amely azért maradhatott fenn és terjedhetett el, mert az ehhez társuló egyéb mémekhez (itt: gondolatok; de nem csak a gondolatok terjedhetnek utánzással, lehetnek azok dallamok, viselkedésformák, és sok más) erősebben ragaszkodott gazdájuk, mint az agyába férkőzött más mémekhez. Blacmore nem osztja Dennett véleményét miszerint hasznos a „jóindulatú felhasználó illúziója”.

## Magyarul
- A mémgépezet. Kulturális gének – a mémek; ford. Greguss Ferenc; Magyar Könyvklub, Bp., 2001 (Tudományos kaleidoszkóp)